# Asociația de Fotbal a Insulelor Fiji
Asociația de fotbal a Insulelor Fiji este forul conducător oficial al fotbalului în Fiji. Este afiliată la FIFA din 1963 și la OFC din 1966.

## Lista președinților
- Arthur Stanley Farebrother	1938 - 1940
- Tulsi Ram Sharma		1940 - 1945, 1948 – 1950, șo 1954
- Dwarka Prasad			1945 - 1947
- Andrew Indar Narayan Deoki	1951 - 1953 , 1955 - 1958
- F.M.K. Sherani		1954 - 1955
- Justice Sir Moti Tikaram	1959 - 1960
- Abdul Lateef		1960 – 1962, 1966 – 1967
- Manikam V. Pillay		1962 – 1965, 1967 – 1983
- Hari Pal Singh		1983 – 1985
- Dr M.S. Sahu Khan		1985 -